# Lacrima di Morro d'Alba
Il Lacrima di Morro d'Alba, chiamato anche Lacrima di Morro, è un vino rosso DOC marchigiano la cui produzione è consentita unicamente in Provincia di Ancona (regione Marche) nella zona di Morro d'Alba e comuni limitrofi. Viene commercializzato prevalentemente nelle tre versioni riconosciute dal disciplinare di produzione ("Base", "Superiore" e "Passito") ed è ottenuto utilizzando l’antica varietà di uva nera locale detta "Lacrima".

## Storia
L'origine del nome di questo vino è assai antica ed è collegata a quello della pianta e del territorio da cui proviene. La prima parte del vocabolo, unica nel suo genere, deriva dalla caratteristica del vitigno Lacrima di emettere goccioline di succo dagli acini maturi: questa uva nera è infatti dotata di buccia spessa ma delicata, soggetta a spaccature durante le ultime fasi di maturazione del grappolo, specie se caratterizzate da piogge abbondanti.
Le piccole gocce (lacrime) che escono dalle fenditure dei chicchi danno appunto il nome Lacrima, mentre (di) Morro d'Alba è il sostantivo del più importante comune di coltivazione di tale varietà e richiama il luogo d'origine e produzione: "Morro" deriva dalla parola pre-romana “murr” o “moor” e significa "altura", "roccia", "cumulo" o "mora" di sassi (affermatosi poi durante il medioevo come nome del borgo); mentre il termine "Alba" (aggiunto nel 1862 al nome dell'abitato per evitare confusioni con altre località del Regno d'Italia) richiama il sorgere del sole e vuol dire "verso est". 
Quest'ultimo epiteto indicava in passato la zona geografica che separava i contado medievali di Jesi e Senigallia, situata appunto nella parte nord-orientale della provincia di Ancona. Morro d'Alba significherebbe quindi "campo sassoso ad est". Secondo una versione alternativa, ma meno utilizzata, il termine "Morro" deriverebbe invece da Mauro Sabba, re dei Mori (un gruppo di pirati saraceni) che nell'anno 848 invase e razziò le Marche; oppure dal termine “El Murro”, che nella lingua saracena significherebbe “Il Castello”.
Il vitigno Lacrima, presente solamente nell'anconetano e recuperato pochi decenni fa nel comune di Morro d'Alba, è conosciuto da tempi remoti: la prima citazione storica riguardante l'uva e i vini di questo territorio l'abbiamo infatti grazie a Federico Barbarossa, che nel 1167 durante l'assedio di Ancona scelse le mura di Morro e del suo castello come dimora e riparo. Gli abitanti del paese furono costretti a cedere all'imperatore le cose a loro più care, tra cui il vino di Lacrima che tanto piacque al monarca. Documenti più moderni riguardo a questo vitigno sono rinvenibili a partire dalla seconda metà del diciannovesimo secolo, dove viene attribuito alle Marche, anche se le sue precise origini rimangono sconosciute. I primi riferimenti precisi appaiono nel volume “La esposizione ampelografica marchigiana-abruzzese tenuta in Ancona il settembre 1872 e studi sulla vite e sul vino della provincia anconitana” pubblicato nel 1873, dove la Lacrima e il suo vino vengono analizzati in laboratorio per la prima volta e descritti accuratamente. In queste pagine sono riportate le prime rappresentazioni dettagliate dei diversi organi della pianta, delle fasi fenologiche e della suscettibilità ai patogeni, oltre che un ottimo giudizio sulla bevanda alcolica da lei ottenuta. 
Altre citazioni le ritroviamo nei Bollettini Ampelografici dell’800 e in particolare nel primo volume di "Ampelografia italiana", pubblicato a Torino nel 1879 a cura del Comitato Ampelografico Centrale. Qui vengono elencate le tre varietà di vite più importanti delle Marche e una di queste è appunto la Lacrima, la cui descrizione biologica corrisponde perfettamente a quella odierna, anche se non concorda con quella inserita dal Gallesio nella sua “Pomona italiana”, né corrisponde ad altre uve che portarono lo stesso nome e che erano un tempo diffuse nelle aree meridionali del nostro paese. Questo vitigno, una volta assai più coltivato in tutto il centro-sud adriatico (dalla Romagna, Toscana e Umbria fino a Puglia e Campania), rischiò seriamente l'estinzione durante gli anni '70 e '80, espiantato e sostituito progressivamente da moderne cultivar più resistenti e produttive ma spesso di minor qualità. Uno dei fattori che ne determinò la progressiva scomparsa fu la precocità di germogliamento primaverile che esponeva le gemme appena schiuse al possibile gelo tardivo di fine inverno, nonché una non sempre buona e costante resa in grappoli. Quest'antica varietà fu recuperata su meno di 10 ha di vigneto residuo rimasto ubicato nelle zone di Morro d'Alba e si salvò unicamente grazie ad alcuni viticoltori marchigiani, che dopo aver fatto istituire la DOC nel 1985 (primo anno del rilancio) ripresero a dedicarsi a questa particolare uva nera. In passato il suo mosto era utilizzato come colorante, aromatizzante e miglioratore per tagliare altri vini rossi, mentre oggi viene vinificato e commercializzato in purezza.
A seguito del rinnovato interesse troviamo attivo sul territorio di coltivazione, a partire dal 1993, il "Consorzio di Tutela della Lacrima di Morro d'Alba DOC" (ist. con Legge N°164/92) i cui soci sono i produttori e gli imbottigliatori di uva Lacrima e di vino Lacrima di Morro d'Alba, che ritroviamo solitamente come realtà aziendali medio-piccole. Lo scopo di tale associazione, che si rifà ai dettami del disciplinare di produzione della denominazione, comprende le attività di tutela, valorizzazione, promozione e commercializzazione, oltre che produzione e controllo, del vitigno, dei suoi frutti e del suo vino. Oggi il Lacrima di Morro d'Alba è uno dei più importanti e ricercati vini rossi delle Marche (anche a livello internazionale) e la sua cultivar omonima è salvaguardata come parte irrinunciabile del patrimonio vitivinicolo italiano.

## Caratteristiche organolettiche
Vino semi-aromatico da consumarsi preferibilmente giovane (per la bassa presenza media di tannini), ma anche invecchiato dopo affinamento in bottiglia.
- Colore: rosso rubino molto carico con notevoli ed evidenti sfumature violacee, specie nel primo periodo. Rosso, granato o porpora nel Passito.
- Odore: aromatico, gradevole, intenso e persistente. Invecchiato ha profumo floro-fruttato con sentori di fragola, ciliegia, mirtillo, mora di rovo, frutti rossi, prugna e fiori nobili (rosa appassita e viola mammola). Se consumato giovane ha caratteristico odore vinoso fresco e delicato, di uve in fermentazione (detto “di cantina”). Il Passito ha note di susina e frutta matura.
- Sapore: caratteristico. Può avere piccole variazioni in base all'annata e al tipo di vinificazione e/o affinamento, ma solitamente è gradevole, morbido, fragrante, leggermente tannico ma delicato e piacevole al palato. Può essere altresì anche intenso, fresco e fruttato, come di violetta molto carico. La struttura è abbastanza corposa (media) e il gusto asciutto. Il vino fatto maturare in legno può prenderne leggermente le sapidità tipiche. Il quantitativo di polifenoli è buono, mentre l'acidità totale minima deve essere compresa tra 4,00 g/l (Passito) e 4,50 g/l (tipologie Base e Superiore). Il Lacrima di qualità deve avere la giusta ed equilibrata combinazione tra aroma e sapore, dove non devono prevalere né l'uno né l'altro. Il Passito ha un retrogusto vellutato, armonico e dolce, talvolta di frutta sciroppata; risulta secco all'assaggio solamente se il tenore di zuccheri residui è basso.

## Abbinamenti consigliati
Tipico vino autunnale (tradizionalmente consumato nella regione d’origine come novello durante il periodo natalizio) o tardo-estivo (per l’invecchiato di un anno o più), il Lacrima si serve a 16-18 °C e si abbina con specialità locali come salumi (salame tipo "Fabriano", ciarimboli o salsicce di fegato), primi piatti "rossi" (come Fettuccine o Maccheroncini di Campofilone al ragù marchigiano o di selvaggina) e piatti a base di carni bianche (pollame, tacchino, coniglio), ma anche accostato ad alcuni primi e antipasti marinati (pescato azzurro, stoccafisso) o con il famoso brodetto di pesce all'anconetana. La versione passita è ottima per accompagnare formaggi stagionati, erborinati, marmellate rosse, cioccolato fondente ed anche pasticceria secca. Il Lacrima di Morro d’Alba è comunque ottimo sia come vino da pasto (per tutti i giorni) sia per occasioni speciali (aperitivi e ricorrenze). Per poterne apprezzare al meglio le qualità va servito in un calice di vetro liscio e sferico, trasparente, di media grandezza e con lungo stelo.

## Produzione

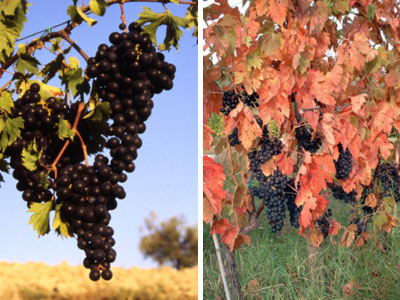
Grappoli e foglie autunnali di uva "Lacrima"

Vino DOC prodotto unicamente nella regione Marche (provincia di Ancona) nei territori comunali di Morro d'Alba, Monte San Vito, San Marcello, Belvedere Ostrense, Ostra e Senigallia (in quest'ultimo con l'eccezione dei fondi valle e dei versanti esposti verso il mare), secondo direttive ben precise contenute nel Disciplinare di produzione. Queste zone collinari, distanti appena 20 km dalla costa nel punto più lontano, risentono positivamente delle influenze adriatiche e sono comprese nella fascia climatica temperata submediterranea, particolarmente vocata per la viticoltura. Hanno caratteristiche uniche sia per quanto riguarda il suolo (formato da una matrice di rocce pelitico-calcarenitiche o pelitico-argillose) sia per orografia, ambiente e posizione del territorio, caratterizzato tra l'altro anche da una lunga e ricca tradizione enologica.  
Il vitigno Lacrima, principale costituente di questo rosso, è oggi utilizzato quasi esclusivamente per produrre "Lacrima di Morro d'Alba" e le superfici certificate a DOC sono passate dagli originari 7 ha di vigneto nel 1985 ad oltre 256 ha (dato 2025). L'uva Lacrima costituisce almeno l'85% del prodotto finale (vino) e il suo mosto viene impiegato in purezza oppure con l'aggiunta, limitata ad un massimo del 15% del totale, di altre uve nere non aromatiche della regione Marche (Montepulciano, Sangiovese). Il vino è ottenuto tramite vinificazione classica (per il "Base" e il "Superiore", che necessitano di gusto e aroma bilanciati), macerazione carbonatica (per il novello) e passito. L’affinamento non è di solito eseguito in barrique di legno ma sono preferiti i contenitori d'acciaio per conservarne intatti gli aromi. Solo alcune versioni speciali sono fatte maturare in barile o direttamente in bottiglia. Tutti i processi produttivi, dallo stoccaggio dell'uva all'immissione in commercio finale, devono essere svolti all'interno dei comuni della denominazione o in provincia di Ancona secondo delibera della giunta regionale. Il titolo alcolico varia da un minimo dell'11% a un massimo che supera il 15% (tipologie "Superiore" e "Passito"). Attualmente, per ettari e quantità, questo vino è la terza produzione rossa delle Marche in ordine d'importanza. Sono riconosciute (dal disciplinare) e imbottigliate tre qualità di Lacrima di Morro d'Alba DOC, la cui disponibilità più limitata rispetto ad altri vini (sia italiani che marchigiani) lo rende tra quelli maggiormente ricercati della regione: 
- Base (vendita consentita dopo il 15 dicembre dell'anno di vendemmia): la più diffusa e commercializzata. Ideale come vino da pasto per tutti i giorni. Da disciplinare la resa massima delle uve è di 13 tonnellate all'ettaro.

- Superiore (gradazione minima 12 gradi, vendita consentita dopo il 1º settembre dell'anno successivo alla vendemmia): versione più ricercata e costosa del Lacrima, ottenuta con una particolare gestione della vigna seguita da lavorazione accurata dei grappoli e affinamento in bottiglia per almeno 12 mesi. Per produrre questa tipologia in molti casi le uve vengono leggermente passite (3-5 giorni) prima di essere vinificate secondo le procedure classiche. Deve essere lasciato decantare per almeno mezz'ora prima di servirlo. Da disciplinare la resa massima delle uve è di 10 tonnellate all'ettaro.

- Passito (gradazione minima 15 gradi, vendita dopo consentita il 1º dicembre dell'anno successivo alla vendemmia): versione passita del Lacrima di Morro d'Alba. Il Passito è strutturato e armonico, con note fruttate ben persistenti. Come il precedente va lasciato arieggiare per almeno trenta minuti dopo l'apertura della bottiglia. Fino al recente passato era utilizzato anche come rimedio medicamentoso. Da disciplinare la resa massima delle uve è di 13 tonnellate all'ettaro.

Alcune varianti non normate (come Frizzante e Amabile) sono altresì prodotte e commercializzate, anche se sono ancora minoritarie rispetto alle tre principali. Esistono altresì distillati e derivati come la grappa di Lacrima (ottenuta dalle vinacce) e il brandy. Annualmente (2025) vengono immesse sul mercato circa 950.000 bottiglie di Lacrima di Morro D'Alba (in diminuzione rispetto al milione e duecentomila del periodo 2010-2015), un quantitativo modesto se paragonato ai numeri di altri vini italiani o della stessa regione Marche. 
Al 2025, 28 sono i produttori e 53 i viticoltori, capaci di produrre circa 9000 ettolitri di vino certificato e 7.125 ettolitri imbottigliati.
Provincia, stagione, volume in ettolitri
| Provincia                                                                           | Stagione | Volume (hl) |
| ----------------------------------------------------------------------------------- | -------- | ----------- |
| Ancona (Morro D'Alba, San Marcello, Belvedere, Monte San Vito, Senigallia ed Ostra) | 2014/15  | 10.859      |
| Ancona (Morro D'Alba, San Marcello, Belvedere, Monte San Vito, Senigallia ed Ostra) | 2024/25  | 9.000       |